# Jardín Botánico de la Ciudad de Brisbane
Los Jardines Botánicos de la Ciudad (anteriormente Jardines Botánicos de Brisbane) es un jardín botánico declarado patrimonio de la humanidad en Alice Street, Ciudad de Brisbane, Ciudad de Brisbane, Queensland, Australia. También se conocía como Queen's Park. Se encuentra en Gardens Point en Brisbane CBD y limita con el río Brisbane, Alice Street, George Street, Parliament House y el campus Gardens Point de la Queensland University of Technology. Fue establecido en 1825 como una granja para el asentamiento penal de Moreton Bay.
Los jardines incluyen los jardines más maduros de Brisbane, con muchas especies botánicas raras e inusuales. En particular, los jardines cuentan con una colección especial de cícadas, palmeras, higos y bambú.
Los Jardines Botánicos de la Ciudad se agregaron al Registro del Patrimonio de Queensland el 3 de febrero de 1997. El Registro del Patrimonio de Queensland describe los jardines como "el paisaje cultural no aborigen más importante de Queensland, con una historia hortícola continua desde 1828, sin ninguna pérdida significativa de superficie o cambio de uso durante ese tiempo. Sigue siendo el principal parque público e instalaciones recreativas para la capital de Queensland, función que ha desempeñado desde principios de la década de 1840".

## Historia
Gran parte de los Jardines Botánicos actuales fueron examinados y seleccionados como sitio para un jardín público en 1828 por el botánico colonial de Nueva Gales del Sur Charles Fraser, tres años después del establecimiento del asentamiento penal de Moreton Bay en el cercano North Quay, Brisbane. Originalmente, los jardines fueron plantados por convictos en 1825 con cultivos alimentarios para alimentar a la colonia carcelaria.
En 1855 una porción de varios acres fue declarada Reserva Botánica. En el mismo año, Walter Hill fue nombrado curador de la Reserva Botánica, cargo que ocupó hasta 1881. Comenzó un programa activo de plantación y experimentación. Algunos de los árboles más viejos plantados en los jardines fueron los primeros de su especie que se plantaron en Australia, debido a los experimentos de Hill para aclimatar las plantas. Los experimentos tuvieron resultados prácticos. Las plantas con valor comercial potencial se probaron en los jardines, primero para ver si eran viables, para determinar qué necesitaban para crecer y si podían obtener ganancias. Hill introdujo árboles de mango, papaya, jengibre, tamarindo, caoba, poinciana y jacarandá, así como tabaco, azúcar, vides, trigo, frutas tropicales, té, café, especias y plantas textiles. Animó el trabajo del pionero del azúcar John Buhot, que culminó con la primera producción de azúcar granulada en Queensland en abril de 1862. Se erigió un cairn en el sitio donde se cultivaba la caña de azúcar. Hill también apoyó el trabajo de la Sociedad de Aclimatación de Queensland, que se formó en 1862, y los Jardines Botánicos fueron el punto de propagación y distribución de las importaciones de la Sociedad.

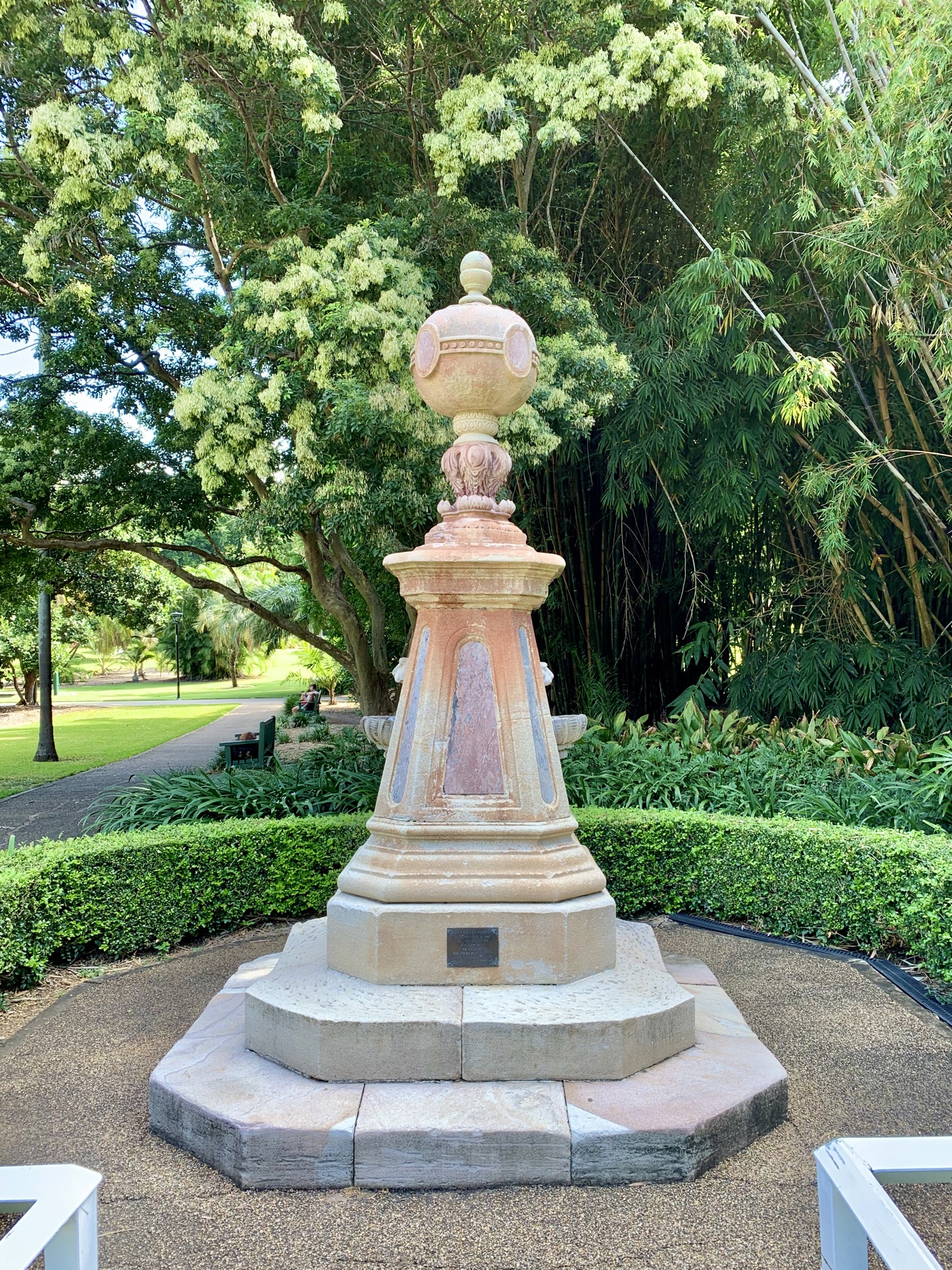
Fuente Walter Hill, 2020

En 1866, Hill había logrado ampliar la extensión de los Jardines Botánicos a aproximadamente 27 acres (11 ha). Una franja de 10 acres (4.0 ha) a lo largo de Alice Street no formaba parte de los jardines, pero servía como parque y campo deportivo conocido como Queen's Park. Los primeros trabajos de construcción en el área incluyeron una cabaña del superintendente a fines de la década de 1850, una plataforma para una batería de cañones a principios de la década de 1860, una valla de piedra y hierro alrededor de Queen's Park en 1865-1866 [utilizando piedra de la antigua cárcel de Petrie Terrace] y una fuente para beber en 1867. La fuente, diseñada por el arquitecto colonial Charles Tiffin, se erigió solo un año después de que se introdujera en Brisbane el agua reticulada del depósito de Enoggera. Más tarde se conoció como la fuente de Walter Hill.
Se plantó una hilera de higos en la década de 1870. Hill también plantó avenidas de pinos Bunya y pinos Cook.

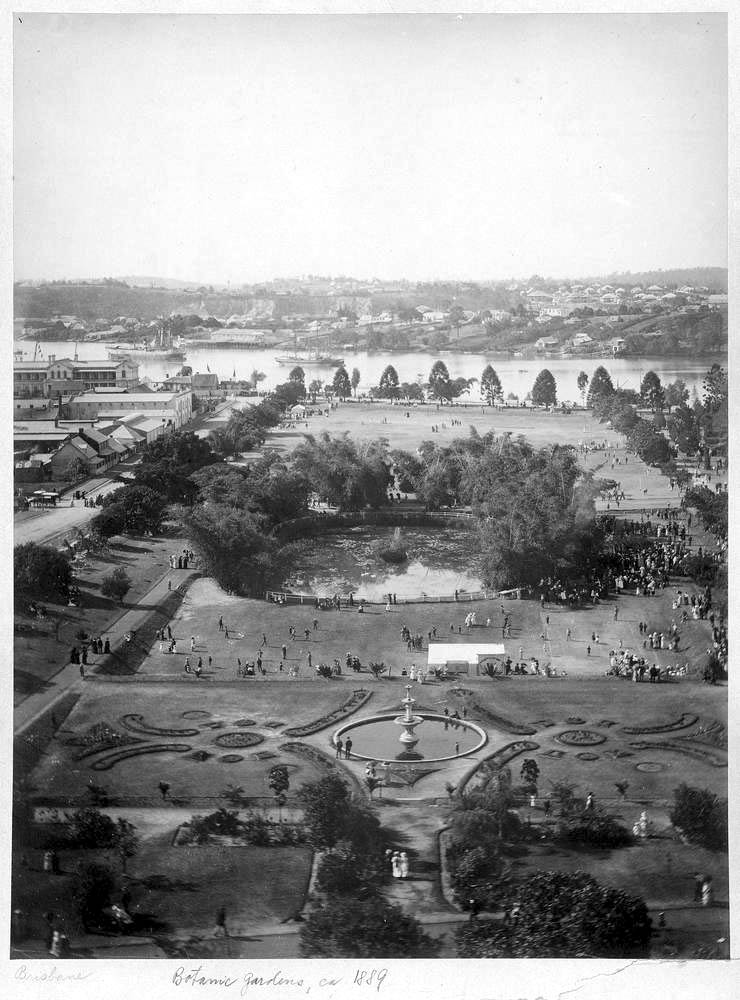
Queen's Park en la década de 1880

La actividad científica se complementó con el uso recreativo público de los Jardines, junto con el Dominio (en el límite sur de los Jardines) y Queen's Park. En la década de 1880, la Sociedad de Aclimatación de Queensland en Bowen Park estaba llevando a cabo parte del trabajo científico realizado anteriormente por los Jardines Botánicos. El herbario y la biblioteca botánica se trasladaron de los jardines por un período, pero fueron devueltos en 1905 cuando John Frederick Bailey fue nombrado curador de los jardines botánicos.
El suministro eléctrico subterráneo se instaló en 1907.
El dragado extenso de Gardens Point en 1915 eliminó aproximadamente 9 acres (3.6 ha) del Dominio (el lado sur de Gardens Point) y los Jardines Botánicos, pero al año siguiente la fusión de los Jardines, Queens Park y parte del Dominio resultó en una nuevos jardines botánicos de aproximadamente 50 acres (20 ha).
Los Jardines Botánicos de la Ciudad existentes se formaron por la fusión de los Jardines Botánicos originales con el Dominio (el lado sur de Gardens Point) y Queen's Park en 1916, con lo que su área total asciende a alrededor de 20 hectáreas (49 acres); Queen's Park comprendía una franja de 10 acres (4.0 ha) a lo largo de Alice Street, que originalmente servía como parque y campo deportivo, donde se celebraban partidos de cricket y fútbol con regularidad. La cabaña del antiguo curador construida para John Frederick Bailey, curador de 1905 a 1917, es ahora un café.
La Ley de la Ciudad de Brisbane de 1924 transfirió la responsabilidad de los Jardines Botánicos al Ayuntamiento de Brisbane, pero el Herbario permaneció como parte del Departamento de Agricultura y Ganadería de Queensland.
Debido a la proximidad al río, los Jardines Botánicos se han inundado nueve veces entre 1870 y 2011. Con muchas plantas siendo arrasadas, el Ayuntamiento de Brisbane estableció un nuevo jardín botánico en Monte Coot-tha. Desde la apertura de los Jardines Botánicos Mount Coot-tha a mediados de la década de 1970, los Jardines Botánicos de Brisbane se han convertido principalmente en un lugar recreativo. El redesarrollo de los jardines a fines de la década de 1980 vio la introducción de nuevas estructuras recreativas y trabajos de restauración en la antigua valla de Queen's Park.
Los jardines también fueron el hogar durante más de 100 años de Harriet, una tortuga supuestamente recolectada por Charles Darwin durante su visita a las Islas Galápagos en 1835 y donada a los jardines en 1860 por John Clements Wickham, excomandante del HMS Beagle y más tarde residente del gobierno. para Moreton Bay. Harriet fue nombrada en honor a Harry Oakman, curador de los Jardines de 1945 a 1962 y creador del zoológico (ahora disuelto) en los Jardines. El zoológico cerró en 1952. Harriet vivió sus últimos años en el zoológico de Australia hasta morir en junio de 2006.

## Descripción

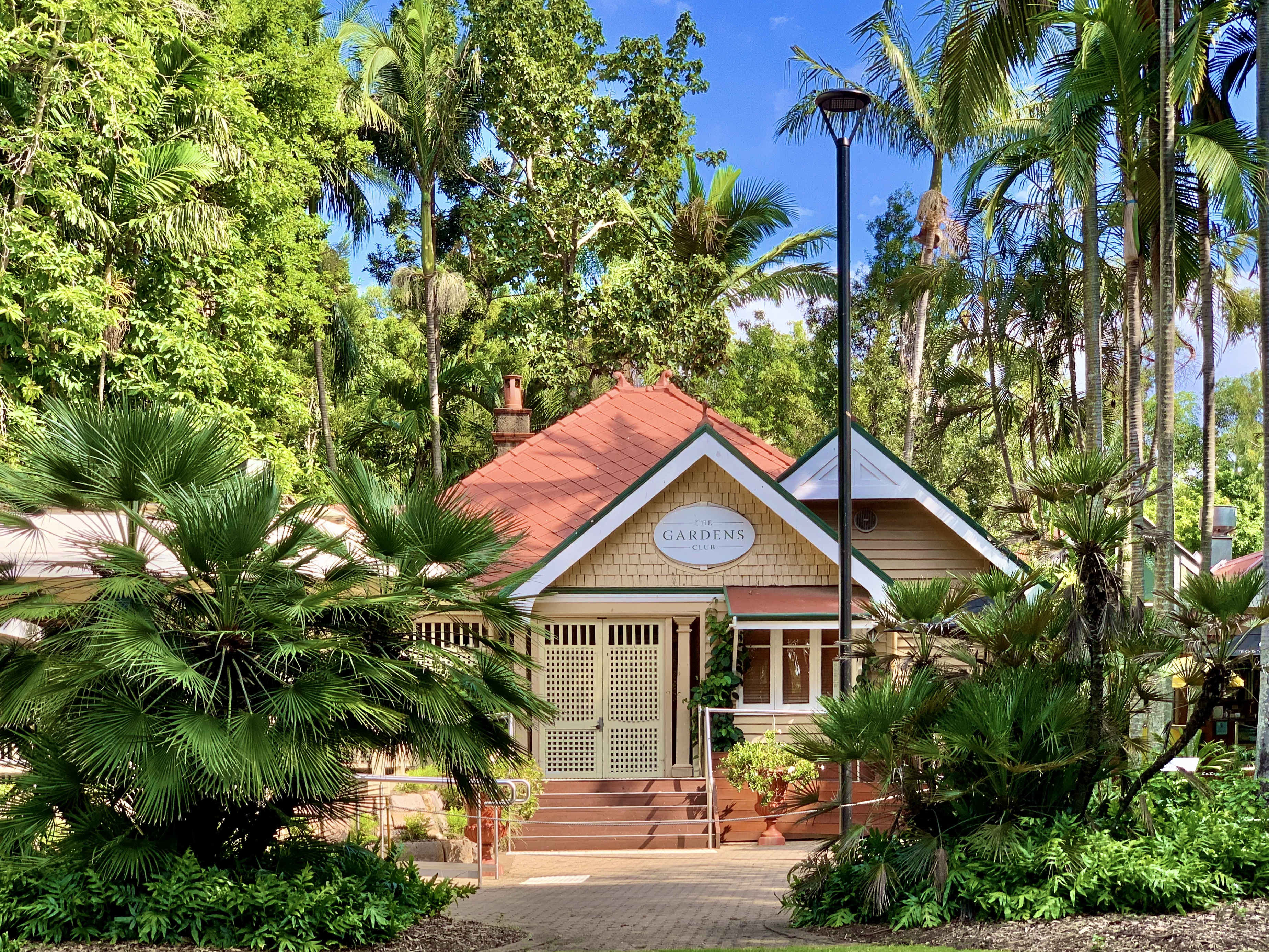
Casa del curador (ahora café), 2020

El Jardín Botánico de Brisbane, que ocupa 20 hectáreas (49 acres), está delimitado por las calles George y Alice y el río Brisbane. Comprenden tres secciones principales: el antiguo Queen's Park a lo largo de Alice Street, los jardines botánicos propiamente dichos (adyacentes al río) y el antiguo dominio gubernamental en la parte trasera de la Queensland University of Technology (anteriormente parte de los terrenos de la antigua casa de gobierno).
Ubicado en terrenos ondulados, los jardines están bordeados por árboles de sombra maduros que también crean avenidas y arboledas. Un lago y céspedes, jardines y estructuras formales brindan una diversidad de actividades recreativas pasivas. Una serie de caminos que se interconectan unen un vestíbulo junto al río con otros caminos perimetrales.

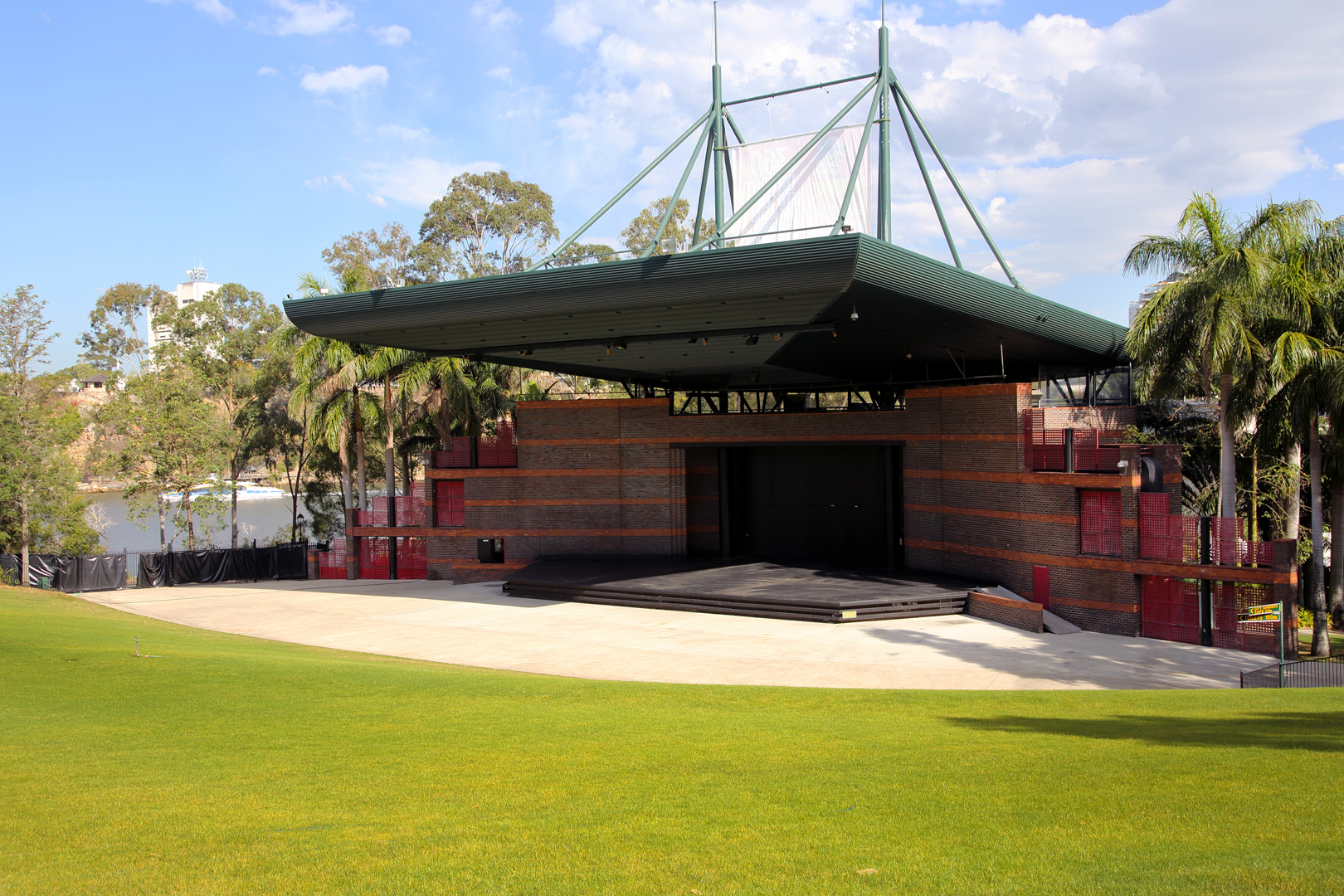
Riverstage, 2014

Los jardines contienen una avenida de pinos Bunya (Araucaria bidwilli) plantada en la década de 1850 y una avenida de higos llorones (Ficus benjamina) plantada en la década de 1870. También contiene una serie de otras plantas raras, particularmente palmeras e higos, algunas en arreglos formales de plantación dentro del césped, otras dentro de jardines plantados en masa, y una avenida de Cook Pines (Araucaria columnaris anteriormente A. cookii).

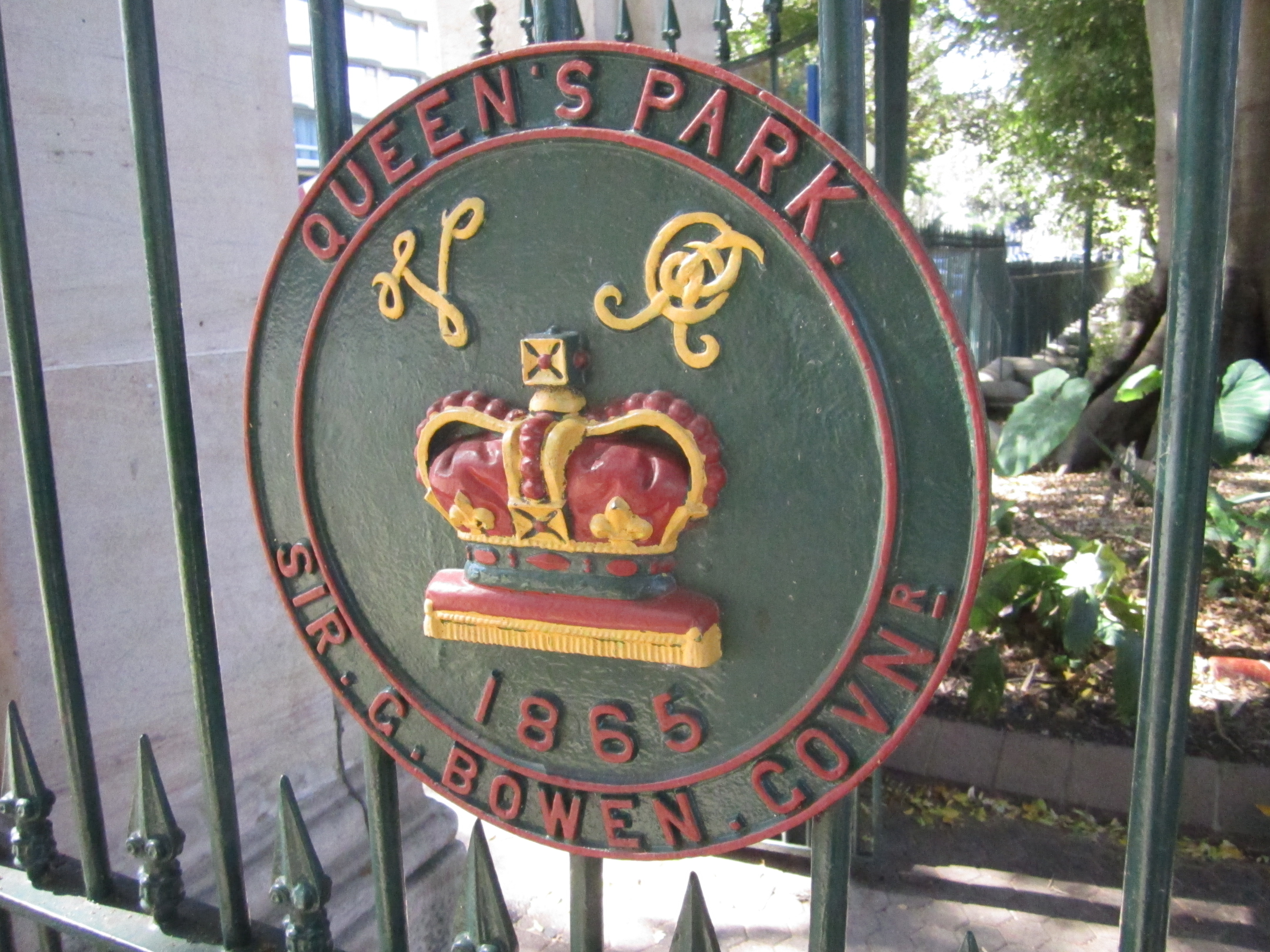
Logotipo de la puerta de Queen's Park de 1865, visto en 2012

Un muro de piedra bajo (década de 1860) coronado por una verja de hierro corre a lo largo de Alice Street y se extiende hasta George Street. Grandes puertas de hierro dan entrada a las calles George, Albert y Edward. Una cabaña c. 1900, con elementos decorativos de Arts and Crafts, se encuentra en el extremo sur de los jardines en una colina conocida como Residence Hill. Este edificio está rodeado de árboles y arbustos, algunos de los cuales son sobrevivientes de las plantaciones de fines de la década de 1850 y principios de la de 1860. El City Gardens Cafe funcionó desde la casa durante muchos años; en 2016 funciona como The Garden Club.
En un hueco al norte de Residence Hill, está la fuente de Walter Hill. Se encuentra sobre una base octogonal escalonada de tres niveles. El cuerpo de la fuente continúa esta forma pero se estrecha hacia su parte superior. Los bebederos en forma de león, actualmente sin funcionar, y los lavabos son de mármol blanco en contraste con la piedra de piedra del resto de la estructura.
Al sur de Residence Hill hay un anfiteatro con césped de los años 80 conocido como Riverstage frente a un escenario junto al río. Otras estructuras de conveniencia pública y uso recreativo se encuentran dispersas por los jardines.

## Accesos e instalaciones

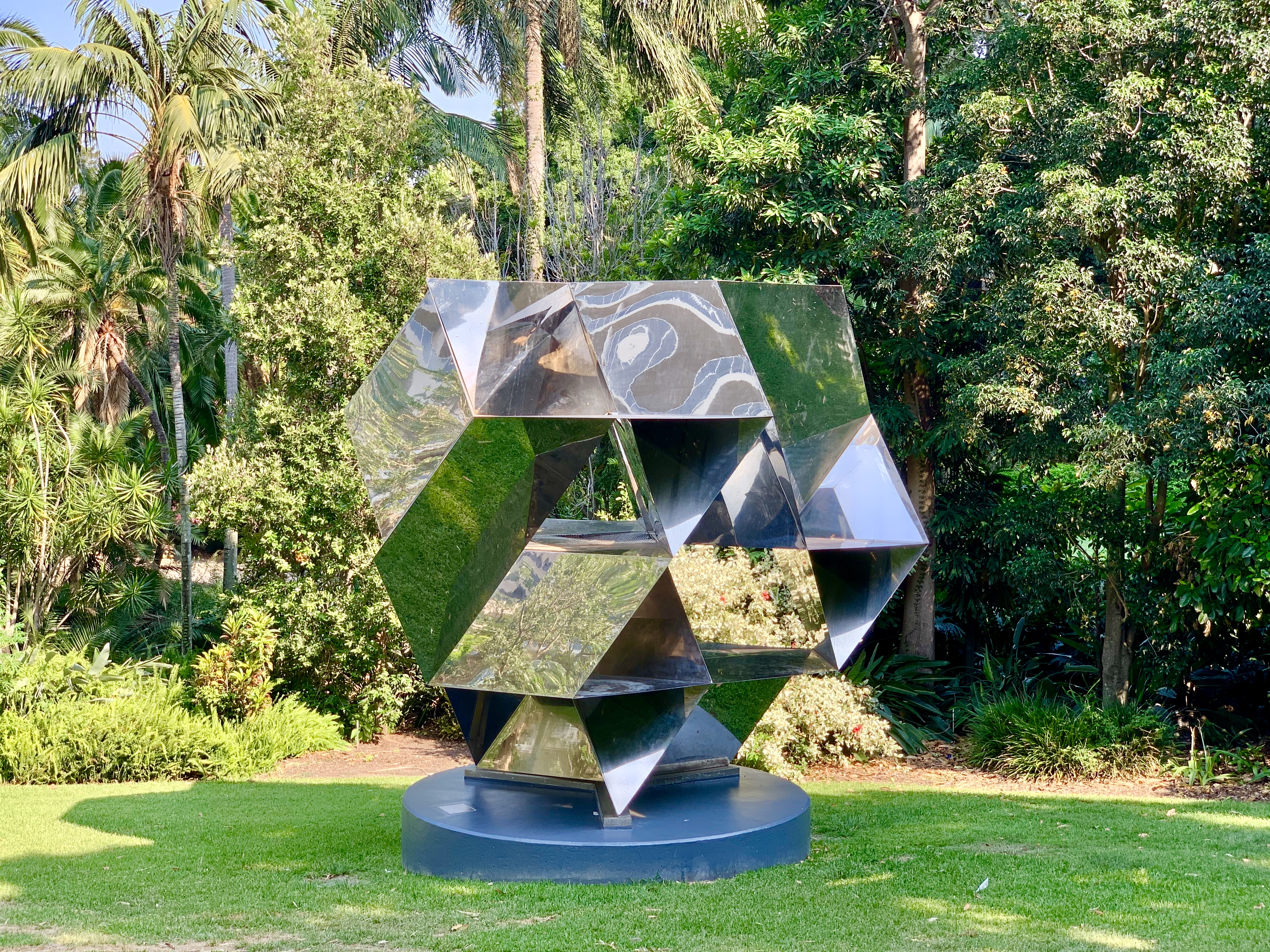
Morning Star II de Jon Barlow Hudson

Se puede acceder a los jardines por Alice Street, Goodwill Bridge y los ferries del Ayuntamiento de Brisbane y CityCats en los muelles Gardens Point y Eagle St. Los jardines están abiertos las 24 horas, con senderos iluminados por la noche.

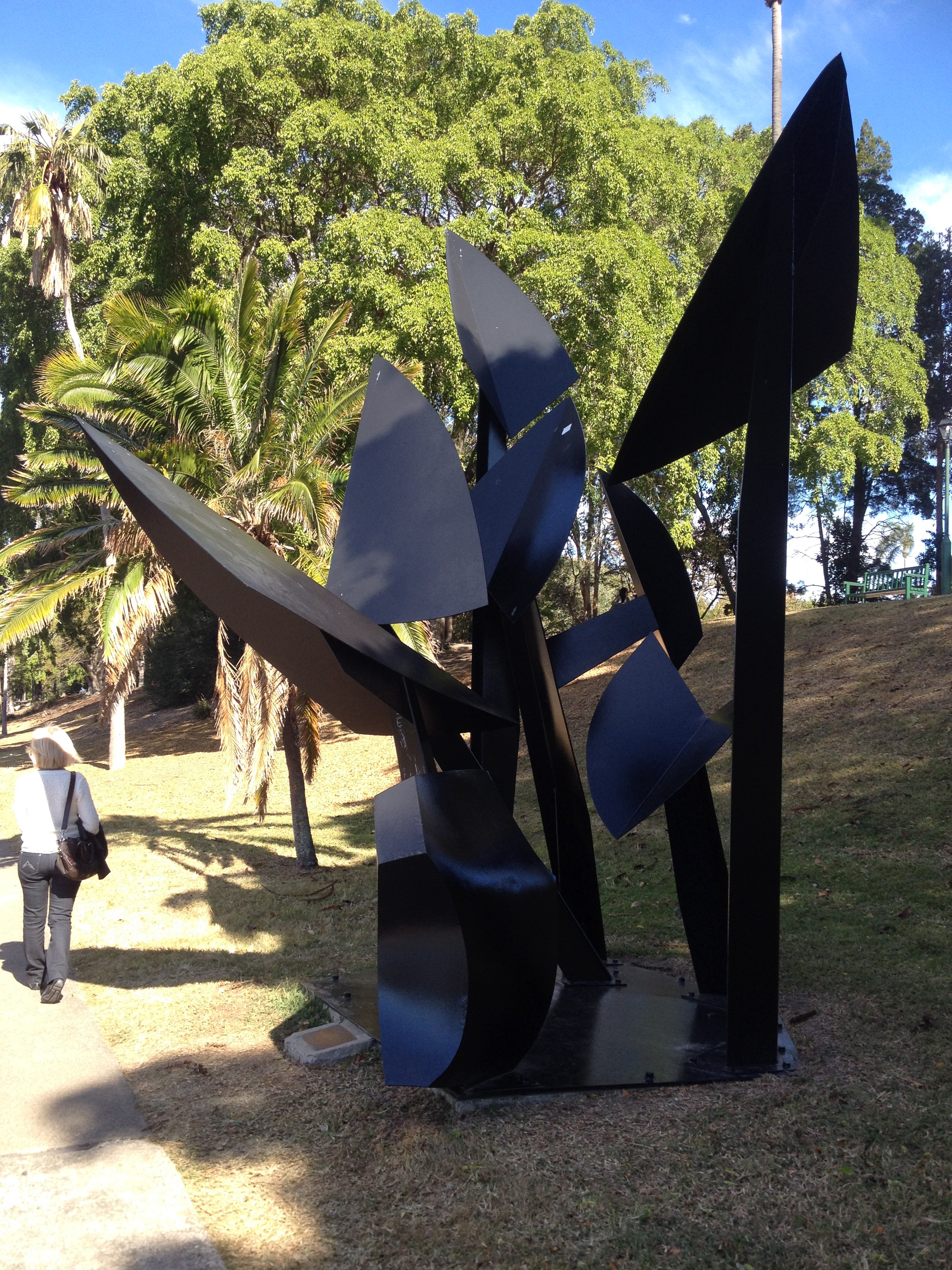
Forma de planta por Robert Juniper

Las características de los jardines incluyen:
- Estación de alquiler de bicicletas Gardens en la entrada de Albert Street
- Morning Star II de Jon Barlow Hudson (de la World Expo 88)
- Forma de planta por Robert Juniper

## Listado de patrimonio
Los Jardines Botánicos de Brisbane se incluyó en el Registro del Patrimonio de Queensland el 3 de febrero de 1997 habiendo cumplido los siguientes criterios.
El lugar es importante para demostrar la evolución o el patrón de la historia de Queensland.
Los Jardines Botánicos de Brisbane son históricamente importantes como el paisaje cultural no aborigen más importante de Queensland, con una historia hortícola continua desde 1828, sin ninguna pérdida significativa de superficie o cambio de uso durante ese tiempo. Sigue siendo el principal parque público e instalación recreativa de la capital de Queensland, función que ha desempeñado desde principios de la década de 1840.
El lugar muestra aspectos raros, poco comunes o en peligro de extinción del patrimonio cultural de Queensland.
Las colecciones de plantas datan de la década de 1850, muchas de las cuales fueron plantadas por Walter Hill, el primer Director de los Jardines Botánicos. Muchos de los especímenes son raros en cultivo o de gran madurez o ambos. Muchas introducciones importantes de plantas en Queensland, tanto de naturaleza agrícola como ornamental, se pueden rastrear directamente a los Jardines Botánicos de Brisbane y al trabajo de sus primeros curadores.
El lugar es importante para demostrar las características principales de una clase particular de lugares culturales.
Estos jardines son importantes para demostrar las características principales de un jardín público y botánico en evolución que data de mediados del siglo XIX y que contiene los jardines maduros más extensos de Queensland. Hay una serie de estructuras históricas en los jardines, incluida la fuente de agua de Walter Hill (1867), el antiguo pabellón de la banda (1878), los muros de piedra, las puertas y las rejas de hierro fundido (1865-1885), el antiguo refugio para osos (1905), la antigua residencia del curador (1909) [ahora el quiosco], el muro del río desde Edward Street hasta el Dominio (1918), la escalera de piedra sur en la orilla del río (1918-19) y las escaleras de piedra central y norte (ambas 1923-24). El lugar también contiene una serie de proyectos de ingeniería tempranos de importancia histórica, incluido el sistema de drenaje de aguas pluviales (1865 en adelante), el suministro de agua reticulado de la presa Enoggera (1867) y el suministro de electricidad subterránea para fines de iluminación (1907).
El lugar es importante por su importancia estética.
Los Jardines Botánicos de Brisbane son importantes como un hito de Brisbane y por su amenidad visual y los valores de la vida silvestre natural como la principal zona ajardinada verde en el distrito comercial central de la ciudad.
El lugar tiene una asociación fuerte o especial con una comunidad o grupo cultural en particular por razones sociales, culturales o espirituales.
Muchos eventos sociales importantes han tenido lugar dentro de los jardines, y el lugar generalmente goza de gran estima por parte de la comunidad local y es un destino popular para los visitantes de Brisbane.
El lugar tiene una asociación especial con la vida o el trabajo de una persona, grupo u organización en particular de importancia en la historia de Queensland.
El lugar tiene una asociación especial con el trabajo pionero de los curadores Walter Hill (1855-1881), Philip John MacMahon (1889-1905), John Frederick Bailey (1905-1917) y Ernest Walter Bick (1917-1939).